# 미국 수정 헌법 제9조
미국 수정 헌법 제9조(Ninth Amendment 또는 Amendment IX)는 미국 권리 장전의 일부로 헌법에서 특정하여 열거하지 않은 국민들의 권리를 언급하고 있다.

## 전문
헌법에 열거된 특정 권한은 국민이 보유한 다른 권리를 부인하거나 훼손하는 방향으로 해석될 수 없다.
The enumeration in the Constitution, of certain rights, shall not be construed to deny or disparage others retained by the people.

## 채택
미국의 헌법이 1787년 9월 17일 서명된 후 비준을 위해 각 주로 보내졌을 때, 반연방주의자들은 권리장전이 추가되어야 한다고 주장했다. 헌법 비준안에 대한 논쟁을 하는 동안 그러한 연방주의자들의 주장들 중 하나는 권리장전 법안의 추가에 반하는 것이었다. 권리의 나열화가 암시적으로 새 헌법 제1장 8항에 명시된 권력을 확대하는 것이라는 주장이었다. 예를 들어, 더 페더럴리스트 84장에서 알렉산더 해밀턴은 다음과 같은 질문을 던졌다. “왜 행사할 권력도 없는 일을 해서는 안된다고 선언하는가?” 마찬가지로 제임스 매디슨도 “나는 헌법 제1장 8항에 있는 문제된 권리가 연방 정부의 권력이 보장되는 방식으로 유지되어야 하는가라는 생각을 어느 정도 품고 있습니다.”라고 토머스 제퍼슨에게 설명했다.
논쟁이 벌어지는 동안에 반연방주의자들은 권리 장전에 지지를 보냈지만, 비준은 반대를 하였고, 결과적으로 여러 주에서 비준 회의에서 개정안 추가를 하는 조건으로 비준에 동의를 했다. 1788년 버지니아 비준 회의는 해밀턴과 연방주의자들이 헌법 개정을 제안함으로써 밝혔던 그러한 문제를 다음과 같이 명시함으로써 해결하려고 시도했다.
| “ | 의회가 어떠한 권력도 행사하지 않을 것이라고 선언한 그런 조항들은 어떤 식으로라도, 의회의 권력 확장을 위해 사용되는 방식으로 해석되지는 않을 것이다. 그러나 그러한 것을 행할 특정한 권력이 있는 사건에 예외적이거나 또는 더 주의를 기울이라고 삽입될 수 있을 것이다. | ” |

## 같이 보기
- 미국의 헌법